# Хитрово, Захар Алексеевич
Заха́р Алексе́евич Хитрово́  (18 (30) января 1807, Санкт-Петербург — 5 (17) ноября 1876, Санкт-Петербург) — русский дипломат, тайный советник и придворный обер-церемониймейстер из дворянского рода Хитрово. Вице-президент Капитула Российских императорских и царских орденов и управляющий Экспедицией церемониальных дел Министерства императорского двора.

## Биография

### Происхождение
Захар Алексеевич происходил из древнего дворянского рода Хитрово, родоначальником которого был знатный ордынец Эду-хан (Едуган) по прозванию Сильно-Хитр, выехавший в 1371 году из Золотой Орды в Рязанское княжество к великому рязанскому князю Олегу Ивановичу и принявший крещение под именем Андрей Мирославович. Родился 18 (30) января 1807 года в семье действительного тайного советника и сенатора Алексея Захаровича Хитрово и графини Марии Алексеевны Мусиной-Пушкиной (1782—1863), старшей дочери действительного тайного советника графа А. И. Мусина-Пушкина.
Захар Алексеевич был крещён 20 января 1807 года в церкви Вознесения, крёстным отцом  был его дед, граф А. И. Мусин-Пушкин.

### Служба
После окончания Благородного пансиона при Царскосельском лицее в 1825 году Захар Алексеевич начал службу в Коллегии иностранных дел, с 1832 года — в Министерстве иностранных дел, состоял помощником министра иностранных дел графа К. В. Нессельроде. В 1827 году был пожалован в камер-юнкеры, в 1834 году в камергеры. В разные годы работал в качестве дипломатического курьера в Париже, Вене и городах Италии. В 1831—1836 годах в чине коллежского асессора был секретарём русской миссии во Флоренции.
После ликвидации в 1836 году флорентийской миссии  состоял сверхштатным служащим русского посольства в Париже. С 1838 года в чине надворного советника служил в должности первого секретаря Канцелярии Министерства иностранных дел.  В 1842—1843 годах Захар Алексеевич был прикомандирован при миссии в Неаполе. В 1844 году был произведён в чин статского советника и пожалован в придворный чин церемониймейстера с назначением состоять при Министерстве иностранных дел. С дипломатической миссией посещал такие города Европы как Рим, Париж, Неаполь и Флоренция. 3 апреля 1849 года Захар Алексеевич был произведён в чин действительного статского советника и назначен членом Капитула Российских императорских и царских орденов. 17 октября 1858 года он был произведён в чин тайного советника и придворный чин  обер-церемониймейстера Высочайшего Двора с назначением вице-президентом Капитула Российских императорских и царских орденов и управляющим Экспедицией церемониальных дел Министерства императорского двора.
Захар Алексеевич скончался 5 (17) ноября 1876 в Санкт-Петербурге, был отпет в Сергиевском всей артиллерии соборе и погребён за алтарём храма в честь святого великомученика Дмитрия Солунского в селе Казачьи Присады Тульского уезда Тульской губернии.

## Семья

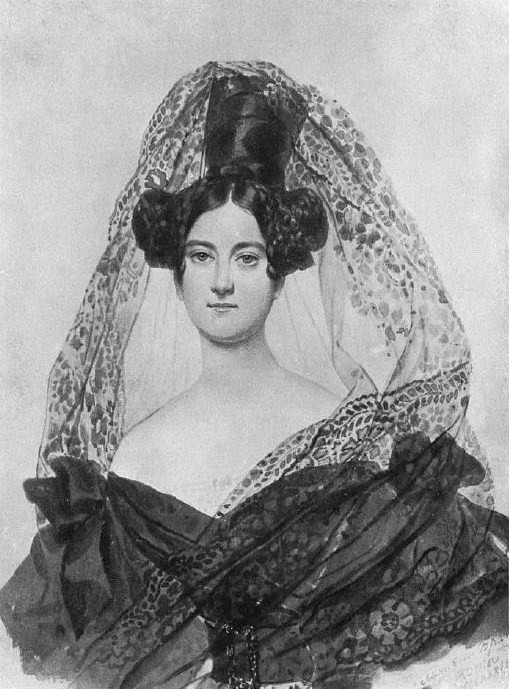
Паолина Пуччи на портрете работы К. П. Брюллова (1833)

Во время своей службы во Флоренции  Захар познакомился с будущей женой — Паолиной, происходившей из богатого и знатного флорентийского графского рода Ненчини.  Её отец Франческо Энрико принадлежал к старинному графскому роду Ненчини, мать графиня Элеонора Пандольфини (1780—1857) являлась последней представительницей прямой линии аристократического рода Пандольфини.  В первом браке Паолина Ненчини была замужем (c 1828) за тосканским маркизом Джузеппе Пуччи (1782—1838), который путешествовал по России в 1818 и 1819 годах. Связь Захара и Паолины началась ещё при жизни её мужа. После смерти маркиза Пуччи  Захар Алексеевич Хитрово и  Паолина обвенчались в православной церкви Петра и Павла при русской миссии в Париже 9 мая 1838 года. Поручителями со стороны жениха на венчании были граф П. П. Пален, князь И. С. Гагарин и граф П. И. Медем, со стороны невесты — известный меценат А. Н. Демидов. 10 августа того же года в Санкт-Петербурге Захар Алексеевич и графиня Паолина венчались в костёле Святой Екатерины Александрийской по римско-католическому обычаю. В качестве свидетелей церемонии выступили князь М. Д. Волконский и Н. М. Толстой.
Семья Хитрово жила в постоянных разъездах между Санкт-Петербургом и имениями в Орловской и Тульской губерниях, Флоренцией и другими европейскими городами, куда З. А. Хитрово направлялся по делам службы.  Его имение в Казачьих Присадах, как и дом в Петербурге, часто посещали друзья семьи — В. В. Стасов и А. Н. Демидов, который развлекал хозяйку дома графиню Паолину Ненчи́ни игрой на фортепиано, разговорами на её родном итальянском языке и вестями из Тосканы.
По словам современника, «собой мадам Хитрово была весьма пикантна, хотя и не красавица, каковой была её мать до старости лет, и прибыв с мужем в Петербург, вскоре сделалась своей в петербургском обществе».

### Дети
- Алексей (граф Алессио Пандольфини) (1835—1904), внебрачный сын З. А. Хитрово и графини Паолины Ненчи́ни[3]. 26 февраля 1835 года младенца крестили в православной церкви Сан-Джорджо-деи-Гречи при содействии  художника Ореста Кипренского, крёстным отцом был граф Георгий Моцениго[3]. Бабушка Алексея Хитрово по материнской линии, графиня Элеонора Пандольфини, 30 августа 1847 года усыновила его и передала ему фамильный титул[3]. В 1861 году Алессио женился на богатой англичанке Софронии Стибберт, брат которой, Фредерик Стибберт[англ.], основал Музей Стибберта[3]. По воспоминаниям  Константина Головина: Алессио Пандольфини был милейший, совершенно тёплый и добрый человек: его согревало отзывчивое сердце, эта лучшая из нравственных топок[16]
- Алексей  (1848—1912), был крещён 6 марта 1848 года в придворном соборе Спаса Нерукотворного при Зимнем дворце. Восприемниками на крещении были Император Николай Павлович и Мария Алексеевна Хитрово[3][17]. Алексей Хитрово имел придворный чин егермейстера и был собирателем западноевропейского искусства; его жена (с 07.04.1871) — княжна Мария Павловна Голицына (1852—1944[18]), фрейлина двора (22.07.1870), дочь шталмейстера князя П. В. Голицына и внучка графа А. Г. Строганова. Брак закончился скандальным разводом, на которое дал согласие лично Император Александр II[3].

## Награды
За период своей службы Хитрово был удостоен двух российских и трёх иностранных наград:
Российские
- Орден Святого Станислава 1-й степени (1855)
- Орден Святой Анны 1-й степени (1856)

Иностранные
- вюртембергский Командорский орден Короны (1846)
- персидский Орден Льва и Солнца 1-й степени (1856)
- австрийский Императорский орден Франца Иосифа 1-й степени (1857)

## Комментарии
1. ↑  По словам графа М. Д. Бутурлина, графиня Элеонора Ненчини слыла когда-то красавицей, но и в 1830-х годах была еще удивительно моложава и привлекательна, хотя уже была на пятом десятке. Привлекательность эта исчезала, к сожаления, как только она прерывала молчание, но не потому, что ей не доставало ума или что речь была нестройною, а по причине крикливой и вместе с тем сиповатой интонации голоса, потрясавшей нервы слушателей. Не будь этого, её можно было бы причислить к любезнейшим женщинам и по обращению, и по сердечной доброте.